# El Algarrobo
El Algarrobo es una pedanía del municipio de Abanilla, Murcia
Se ubica al N del municipio; entre las pedanías de Barinas y Balonga. Es atravesada por la C-3223 y la rambla del Zurca.
Solo vive 4 vecinos en la pedanía

## El pueblo
El Algarrobo se ubica bajo la Loma Larga; en la carretera comarcal C-3223 y a orillas de la rambla de la Zurca. Se trata de una casería donde todas sus casas están completamente adosadas y juntas. Debido a la poca población que existe en el pueblo; la economía del propio poblado es escasa. Lo único interesante del Algarrobo es el entorno natural que le rodea; por lo que es una zona para practicar senderismo y turismo.

## Entorno natural
Se encuentra cerca de la sierra de Quibas; techo de Abanilla y donde se encuentra un yacimiento de fósiles marinos. También podemos contar con la profunda garganta de la rambla del Zurca, que atraviesa una zona caliza donde se forma estructuras que recuerda a colmenas; ubicado al S de Barinas; dicha rambla bajaba mucha abundante agua hasta que un día, debido a la destrucción de los acuíferos ubicado en su cuna; en la sierra de Quibas, el río se secó convirtiéndose en una rambla. Dentro del término del Algarrobo, se encuentra la casería de la Fuente, donde se encuentra una interesante fuente que suele dar agua siempre y un pino centenario a su lado.